# Parasitenpresse
Die Parasitenpresse ist ein auf Lyrik – vornehmlich jüngerer deutschsprachiger und internationaler Dichter – und Kurzprosa spezialisierter Buchverlag.

## Entwicklung des Verlags
Die Parasitenpresse wurde im Jahr 2000 in Köln von Wassiliki Knithaki und Adrian Kasnitz gegründet. Zuerst auf die 14-seitigen Lyrikhefte spezialisiert veröffentlicht der Verlag heute auch Taschenbücher. Neben Einzeltiteln deutscher Dichter gibt der Verlag auch internationale Lyrik in einzelnen Gedichtbänden und Anthologien heraus. Unter den Lyrikheften und nummernlosen Büchern lassen sich häufig jüngere Autoren mit ihrer ersten eigenständigen Publikation entdecken. Inzwischen (Stand: 2020) sind über 100 Einzeltitel erschienen. Neben der verlegerischen Tätigkeit tritt der Verlag auch als Veranstalter von Autorenlesungen (z. Zt. Literaturklub Köln, Paratexte u. a.), kleinen Buchmessen Kölner Indie Book Pop Up Store und dem Europäischen Literaturfestival Köln-Kalk auf.

## Auszeichnungen
- 2021: Deutscher Verlagspreis als einer von sechzig Verlagen, verliehen durch die amtierende Kulturstaatsministerin Monika Grütters[1]
- 2024: Großer Verlagspreis des Deutschen Verlagspreises, verliehen auf der Frankfurter Buchmesse[2][3]

## Programm

### Lyrikhefte
Von 2000 bis 2007 erschienen die 14-seitigen Bände der Lyrikreihe als kleinformatige Hefte (aus recycelten Briefumschlägen). Seit 2005 wurde die Umstellung auf ein neues Format betrieben. Hier veröffentlichten u. a. folgende Autoren:
- Kathrin Bach
- Andreas Bülhoff
- Christoph Danne
- Dominik Dombrowski
- Karin Fellner
- Gerald Fiebig
- Alexander Gumz
- René Hamann
- Stefan Heuer
- Udo Kawasser
- Daniel Ketteler
- Ilse Kilic
- Thorsten Krämer
- Jan Kuhlbrodt
- Georg Leß
- Wolfram Lotz
- Bernd Lüttgerding
- Anne Nimmesgern
- Astrd Nischkauer
- Christoph Georg Rohrbach
- Bastian Schneider
- Tom Schulz
- Jan Skudlarek
- Enno Stahl
- José Villa
- Nikolai Vogel
- Achim Wagner
- Fritz Widhalm
- Ron Winkler
- Nora Zapf
- Vera Zlatic

### Die nummernlosen Bücher
Seit 2014 ist die Taschenbuchreihe „Die nummernlosen Bücher“ hinzugekommen, die mittlerweile die Hauptreihe des Verlages ist. Dort erscheinen neue deutschsprachige und internationale Lyrik und experimentelle Prosa. Übersetzungen stammen unter anderem aus dem hispanoamerikanisch-spanischen und skandinavischen Sprachraum, aber auch dem Französischen, Niederländischen oder Polnischen. Folgende Autoren haben veröffentlicht:
- Artur Becker
- Timo Berger
- Luise Boege
- Eva Brunner
- Rafael Cadenas
- Christoph Danne
- Lidija Dimkovska
- Johanna Dombois
- Dominik Dombrowski
- Alexander Estis
- Karin Fellner
- Gerald Fiebig
- Lydia Haider
- René Hamann
- Pablo Jofré
- Adrian Kasnitz
- Christian Kreis
- Stan Lafleur
- Ruth Lasters
- Sünje Lewejohann
- Bernd Lüttgerding
- Mira Mann
- Arnold Maxwill
- Izabela Morska
- Audun Mortensen
- Rasmus Nikolajsen
- Astrd Nischkauer
- Niklas L. Niskate
- Mario Osterland
- Thomas Podhostnik
- Peter Rosenthal
- Andre Rudolph
- Martin Glaz Serup
- Roland Schappert
- Walter Fabian Schmid
- Eleonore Schönmaier
- Tobias Schulenburg
- Danae Sioziou
- Kinga Tóth
- Arvis Viguls
- Roman Paul Widera
- Menno Wigman
- Enrique Winter
- Krišjānis Zeļģis

### Paradosis
Die Reihe paradosis widmet sich kürzeren Textformen wie Prosa, Listen, kurzen Erzählungen, Kurzdramen oder poetischen Buchobjekten.